# Rhynchomys tapulao
Rhynchomys tapulao  (Balete, Rickart, Rosell-Ambal, Jansa & Heaney, 2007) è un roditore della famiglia dei Muridi endemico dell'isola di Luzon, nelle Filippine.

## Descrizione

### Dimensioni
Roditore di medie dimensioni, con la lunghezza della testa e del corpo tra 164 e 188 mm, la lunghezza della coda tra 120 e 128 mm, la lunghezza del piede tra 38 e 40 mm, la lunghezza delle orecchie tra 24 e 25 mm e un peso fino a 156 g.

### Aspetto
La pelliccia è densa. Le parti superiori sono bruno-dorate, mentre le parti inferiori sono bianche. Alcuni individui hanno macchie grigie sull'addome. Le vibrisse sono lunghe. Le orecchie sono grandi. La coda è più corta della testa e del corpo, scura sopra, più chiara sotto e con il terzo terminale bianco.

## Biologia

### Comportamento
È una specie terricola, attiva principalmente di giorno.

### Alimentazione
Si nutre di lombrichi, chilopodi, collemboli, scarafaggi e larve di insetti.

## Distribuzione e habitat
Questa specie è conosciuta soltanto sul Monte Tapulao, nella parte occidentale dell'isola di Luzon, nelle Filippine.
Vive nelle foreste muschiose a 2.2024 metri di altitudine.

## Conservazione
La IUCN Red List, considerato che ci sono poche informazioni circa l'areale lo stato della popolazione e l'ecologia di questa specie, classifica R.tapulao come specie con dati insufficienti (DD).